# Aristida gracilipes
Aristida gracilipes är en gräsart som först beskrevs av Karel Domin, och fick sitt nu gällande namn av Johannes Jan Theodoor Henrard. Aristida gracilipes ingår i släktet Aristida och familjen gräs. Inga underarter finns listade i Catalogue of Life.

## Bildgalleri

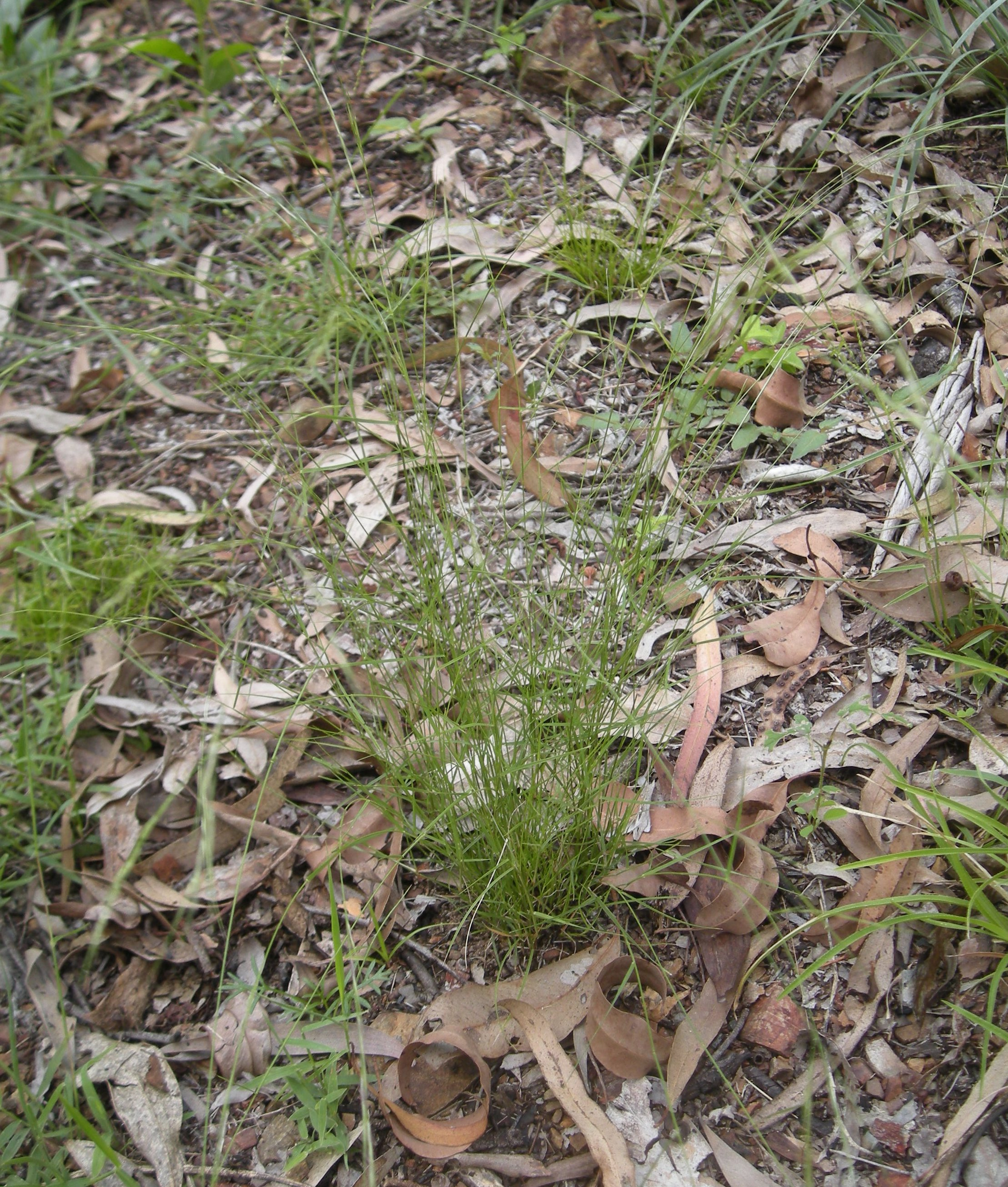